# 켄 스테드먼
켄 스테드먼(Ken Steadman, 1969년 6월 26일 ~ 1996년 9월 20일)은 미국의 배우, 텔레비전 배우이다.
애버딘에서 태어났으며 빅터빌에서 사망하였다. 사인은 교통사고이다.

## 영화
- 욕망의 함정 (1998년)
- 하인드사이트 (1996년)
- 플레이 게임 (1995년)
- 미러 이미지 2 (1994년)
- 프로페셔날 (1994년)
- 러브 듀엣 (1994년)
- 비치 베이브 (1993년)
- 용서받지 못할 관계 (1993년)